# Cryptocarya todayensis
Cryptocarya todayensis är en lagerväxtart som beskrevs av Adolph Daniel Edward Elmer. Cryptocarya todayensis ingår i släktet Cryptocarya och familjen lagerväxter. Inga underarter finns listade i Catalogue of Life.